# Kafr al-Labad
Kafr al-Labad (àrab: كفراللبد, Kafr al-Labad) és un municipi palestí de la governació de Tulkarem, a Cisjordània, 9 kilòmetres a l'est de Tulkarem i 2 kilòmetres al sud d'Anabta. Segons l'Oficina Central Palestina d'Estadístiques tenia 4.074 habitants el 2007. Té una àrea total de 11,917 dúnams, dels quals el 25% s'usen amb finalitat agrícola. Els principals products són olivers, fruita i blat.

## Història
S'hi ha trobat ceràmica de l'era romana d'Orient.

### Època otomana
El poble va ser incorporat a l'Imperi Otomà amb la resta de Palestina en 1517. En 1596, en els registres d'impostos otomans van aparèixer com a part de la nàhiya o subdistricte de Jabal Sami, dins del sanjak de Nablus. Tenia una població de 57 llars i 6 solters, tots musulmans. Els habitants pagaven un impost fix del 33.3% en productes agrícoles, incloent blat, ordi, cultius d'estiu, oliveres, cabres i ruscs, a més d'ingressos ocasionals; un total de 6.500 akçe. En 1863 Victor Guérin visità la vila i va trobar: 
| « | Les ruïnes d'una ciutat antiga, que no es menciona, almenys sota aquest nom, en els llibres sagrats. Continuen existint restes importants, com els cursos més baixos de diversos edificis de pedra tallada, caiguts, amb molta regularitat i sense ciment, uns sobre els altres. Un d'aquests, de forma rectangular, i construït de l'est a l'oest, mesura 22 passes de longitud i 15 d'amplada. La porta estava ornamentada amb pilastra monòlit, encara en peu. Un altre edifici similar del grup és una mica més petit, però a una mica de distància es troba una tercera més considerable, i construïda de nord a sud, 50 passes de llarg per 25 d'ample. Hi ha dues entrades, una al nord, amb un arc circular i l'altra al sud, rectangular. Dins del recinte, completament construït amb pedra tallada de bona vestimenta i no cimentada, corre una pista llarga, amb diverses sales paral·leles, les parets de les quals presenten el mateix caràcter que el mur del recinte exterior. Altres edificis, també en pedra tallada, i en part enderrocat, arrenquen el terra amb materials dispersos o acampats. Aquí i allà hi ha cisternes tallada a la roca. | » |

En 1882 el Survey of Western Palestine del Fons per a l'Exploració de Palestina descriu Kefr el Lebad com «un petit poble de pedra a l'altura del terreny, amb unes poques oliveres. La vall al nord, prop d'Anebta, flueix amb aigua a la primavera.»

### Època del Mandat Britànic
Segons el cens organitzat en 1922 per les autoritats del Mandat Britànic, Kufr Labad tenia 540 musulmans, incrementats en el cens de Palestina de 1931 a 663 persones, tots musulmans llevat un cristià, vivint en 167 cases.
EIn 1945 la població de Kafr el Labad era de 940 musulmans, amb 14,757 dúnams de terra segons un cens oficial de terra i població. 5,587 dúnams eren plantacions i terra de rec, 2,257 usats per a cereals, mentre que 18 dúnams eren sòl urbanitzat.

### Després de 1948
Després de la de la Guerra araboisraeliana de 1948, i després dels acords d'Armistici de 1949, Kafr al-Labad va restar en mans de Jordània. Després de la Guerra dels Sis Dies el 1967, ha estat sota ocupació israeliana.
En 1995 l'exèrcit israelià va confiscar uns 200 dúnams de terra de Kafr al-Labad per aixamplar l'assentament israelià d'Avnei Hefetz. En total, uns 355 dúnams de terra de Kafr al-Labad han estat afegits a Avnei Hefetz, mentre que uns altres 20 addicionals han estat confiscats per l'assentament d'Einav.